# Buchers (Maierhöfen)
Buchers (westallgäuerisch: im Buəchərs) ist ein Gemeindeteil der Gemeinde Maierhöfen im bayerisch-schwäbischen Landkreis Lindau (Bodensee).

## Geographie
Die Einöde liegt circa 0,5 Kilometer östlich des Hauptorts Maierhöfen und zählt zur Region Westallgäu. Unmittelbar südlich an Buchers grenzt der Gemeindeteil Flucken. Die Ortschaft liegt am Fuß der Riedholzer Kugel.

## Ortsname
Der Ortsname bezieht sich auf den Familiennamen Bucher und bedeutet Ansiedlung des Bucher.

## Geschichte
Buchers wurde erstmals urkundlich im Jahr 1523 mit Claus Grüter von Buchers erwähnt. Der Ort gehörte einst zum Gericht Grünenbach in der Herrschaft Bregenz.